# Elaphoglossum procurrens
Elaphoglossum procurrens là một loài thực vật có mạch trong họ Lomariopsidaceae. Loài này được (Mett. ex D.C. Eaton) Moore mô tả khoa học đầu tiên năm 1862.